# Stazione di Grindelwald
La stazione di Grindelwald è una stazione ferroviaria ubicata a Grindelwald, capolinea delle ferrovie dell'Oberland bernese e della ferrovia Wengernalpbahn.

## Storia
La stazione venne inaugurata il 1º luglio 1890 congiuntamente all'apertura della linea ferroviaria proveniente Interlaken Est, di cui era capolinea. Il 20 giugno 1893 venne inaugurato l'ultimo tronco della ferrovia proveniente da Lauterbrunnen.

## Struttura e impianti
La stazione dispone di un fabbricato viaggiatori che ospita i servizi per i passeggeri quali biglietteria e sala d'attesa. Il piano binari accoglie sia i binari delle ferrovie dell'Oberland bernese che della Wengernalp, di scartamento diverso e che non si intersecano mai tra di loro. È attivo anche un servizio merci su entrambe le linee.

## Movimento
Il servizio viaggiatori è cadenzato con partenze ogni mezz'ora su entrambe le linee, con destinazioni Interlaken Est e Kleine Scheidegg.

## Servizi
- Bar
- Biglietteria a sportello
- Biglietteria automatica
- Sala d'attesa
- Servizi igienici

## Interscambio
Un servizio di autobus postali porta da Grindelwald a Meiringen, attraverso il passo del Grosse Scheidegg.